# Monismo (religione)
Il monismo dal punto di vista della religione esprime la convinzione che tutto derivi da un unico principio che manifesta un'unica natura. L'origine e la natura di ogni cosa coincide con questo principio il cui aspetto unitario si riverbera nell'unitarietà indivisibile della materia e dello spirito. Questa forma di monismo si associa al panteismo quando il principio s'identifica con Dio, come avviene nelle religioni monoteiste.

## Il monismo nella religione
Per alcuni, il monismo può avere implicazioni spirituali; infatti, coloro che criticano il "pericolo monismo" affermano che nel tentativo di definire tutte le cose come un'unica sostanza, si rischia persino di dissolvere Dio nel processo. Altri al contrario affermano che nel processo di dissolvimento si riconosce che l'essenza finale è Dio e che Dio è l'unica sostanza.
Nella Teologia cristiana il monismo fu oggetto di discussioni, per esempio nella dottrina cattolica della "divina semplicità",  così come in altre religioni come l'Indù e il giudaismo in particolare.
Storicamente e in diverse occasioni il monismo è stato promosso in particolar luogo da Ernst Haeckel in termini spirituali. Tra lo sconcerto di alcuni moderni osservatori alcune idee di Haeckel sul monismo avevano implicazioni nel darwinismo sociale e nel razzismo scientifico.
Secondo il non-dualismo la realtà non è né fisica né prettamente mentale, ma piuttosto consiste in un ineffabile ed indescrivibile stato di realizzazione superiore. Infatti non è possibile esperire e descrivere la non-dualità in maniera oggettiva (perché sarebbe in sé un atto dualistico di relazione soggetto-oggetto o osservatore-osservato); è possibile però cercare uno stato soggettivo di consapevolezza non-dualistica, mediante percorsi filosofici, religiosi e mistici come ad esempio lo yoga e la meditazione.
Le terminologie utilizzate quindi per definire l'essenza della realtà sono le più diverse: "Spirito" (Aurobindo), "Brahman", "Dio", "L'Uno", "Il tutto" (Plotino), "Il Sé" (Ramana Maharshi), "Dao" (Lao Zi), "L'Assoluto" (Schelling), "la volontà" (Schopenhauer).

### Advaita e Induismo
(Māṇḍūkya Upaniṣad, IV, 47-48)
L'Advaita è forse la tradizione non-duale per eccellenza (il termine "non-dualismo" è infatti la traduzione di advaita, in sanscrito: a, alfa privativo e dvaita, duale), nata in India intorno all'VIII secolo dall'interpretazione del filosofo Adi Shankara dei sacri testi Vedānta. Questi sono parte dei sei sistemi filosofici induisti (detti Darshana), basati sui Veda e sulle Upaniṣad che definiscono l'ultima monade come senza forma, pura completezza e beatitudine, impersonale, senza parti né parzialità, l'ineffabile substrato metafisico di tutto ciò che esiste: il Brahman. È tuttavia importante notare come non tutte le interpretazioni dei Vedānta siano di tipo non-duale.
Secondo questa filosofia l'Ātman (il Sé individuale) e il Brahman (la realtà trascendente) sono indivisibili "come l'aria entro la brocca è identica e indivisibile dall'aria fuori della brocca" (Mandukya Upaniṣad).
Ma l'Induismo è monistico anche al di là del non-dualismo Advaita, fino ad arrivare al Rig Veda nel quale si inneggia ad un essere-non-essere, ad un respiro privo di respiro, dal quale una forza immanente viene auto proiettata nell'esistenza cosmica. Tale pensiero monistico si estende anche ad altri sistemi spirituali come lo Yoga ed il Tantra.
Un altro tipo di monismo viene definito monismo qualificato, insegnato dalla scuola di Rāmānuja o Vishishtadvaita, che considera l'universo come parte di Dio o Nārāyaṇa, un tipo di Panteismo, popolato da una pluralità di anime all'interno di questo "Essere supremo". In altre parole, questo tipo di monismo o teismo monistico è un tipo di monoteismo prevalente presso la cultura Indù, (con rispetto verso la cultura dualista Dvaita, che include il concetto panteistico e monistico di Dio personale inteso come Essere supremo, universale e onnipotente). Nel teismo monistico Dio è sia immanente che trascendente. In alcune tradizioni occidentali monoteistiche, Dio è visto solo come essere trascendente; è così assente il concetto di Divinità come essere presente in tutte le cose.

### Buddhismo
Il Buddhismo (e in particolar modo il Buddhismo Mahāyāna) è una filosofia non-duale. Tale prospettiva è evidente ad esempio nel Sutra del diamante e nel Madhyamaka. In particolare, viene negata ogni esistenza intrinseca delle cose, vale a dire un'esistenza autodeterminata e autonoma rispetto ad ogni causa esterna. Tutte le cose, infatti, esistono per via di una legge impersonale nota come Pratītyatsamutpāda, ovvero "originazione dipendente" o "coproduzione condizionata", e cioè in una totale mutua dipendenza. Questo fa sì che tutte le cose siano collegate fra di loro, quindi in un certo senso, parte di un unico flusso.

#### Zen
Lo Zen in sostanza è un'antica tradizione non-dualistica. Oltre che una religione può essere considerato come una filosofia o una pratica di vita quotidiana che tende alla realizzazione dello stato di consapevolezza non-dualistica.

### Taoismo
Anche il Taoismo può essere considerato non-dualista. Ad esempio il termine wu wei (dal cinese wu, non e wei, fare) può avere diverse interpretazioni e traduzioni come "inazione" o "non-azione", cioè il rifiuto un'azione oggettiva da parte di un soggetto agente, in modo da agire senza un fine senza attaccamento e intenzionalità, e trascendere il dualismo.

### Sufismo
La dottrina sufi nota come Wahdat al-Wujud (unità dell'Essere) è l'interpretazione sufi del Tawḥīd (il monoteismo islamico).
Anche secondo questa visione tutti i fenomeni sono la manifestazione di un'unica realtà (Wujud) al contempo sia materiale che spirituale e divina (al-Haq).

### Cristianesimo
Fin dall'inizio la religione della cristianità, pur basata sul Dio unico e sull'unicità della sua Creazione, si è caratterizzata con la presenza perlopiù eretica di dicotomie dualistiche e perfino manichee. In ogni caso, con poche differenze, sia la chiesa cattolica, sia quelle riformate e sia quella ortodossa, condividono che il cristianesimo è non-dualistico.

## Il Monismo olistico
Secondo certuni i paradossi della fisica moderna, soprattutto nel Modello Standard che ha per base la Meccanica Quantistica, fondata sul pluralismo delle particelle elementari, sono superabili col monismo. Questa visione fisico-religiosa, che ha avuto origine e si è appoggiata nella filosofia orientale, e specificamente indiana, ha avuto in Fritjof Capra il suo profeta riconosciuto. Le sue idee hanno alimentato le concezioni New Age fiorite tra gli anni '70 e '80 del Novecento.

### Filosofi monisti
- Parmenide
- Plotino
- Giordano Bruno
- Baruch Spinoza
- George Berkeley
- Johann Gottlieb Fichte
- Friedrich Schelling
- Georg Hegel
- Arthur Schopenhauer
- Ralph Waldo Emerson
- Francis Herbert Bradley
- Ernst Haeckel
- Félix Le Dantec
- Benedetto Croce
- Giovanni Gentile
- Piero Martinetti
- Alfred North Whitehead
- Bertrand Russell
- Emanuele Severino
- Rudolf Steiner

### Mistici

#### Occidentali
- Santa Ildegarda di Bingen
- San Giovanni della Croce
- Meister Eckhart
- Santa Teresa d'Avila
- Nicola Cusano

#### Orientali
- Sri Aurobindo
- Nāgārjuna
- Adi Sankara
- Ramana Maharshi
- Nisargadatta Maharaj
- Ramesh Balsekar
- Jiddu Krishnamurti
- Mahatma Gandhi
- Mata Amritanandamayi Devi
- Lao Tzu
- Gauḍapāda
- Uddalaka Aruni
- Yajnavalkya
- Bhartṛhari
- Ramakrishna
- Vivekananda
- Sathya Sai Baba
- Paramahansa Yogananda

### Autori
- Richard Bach - Khalil Gibran - Neale Donald Walsch - John Hagelin - Fritjof Capra